# وزیر کشور (ایران)
وزیر کشور (با نام سابق وزیر داخله) وزیر وزارت‌خانهٔ کشور و یکی از اعضای هیئت دولت جمهوری اسلامی ایران است.
به جز دورهٔ دوم وزارت عبدالله نوری (۱۳۷۷–۱۳۷۶) و دورهٔ کوتاه وزارت علی کردان (۱۳۸۷)، وزیر کشور معمولاً به عنوان جانشین فرمانده کل نیروهای مسلح در فرماندهی انتظامی منصوب می‌شود با این حال حق عزل و نصب فرماندهان را ندارد. وزیر کشور ریاست شورای امنیت کشور (یکی از شوراهای فرعی شورای عالی امنیت ملی) را نیز بر عهده دارد و ستاد امر به معروف و نهی از منکر نیز محسوب می‌شود. گفته می‌شود که انتخاب وزیر کشور از سوی رئیس‌جمهور، با هماهنگی رهبر جمهوری اسلامی ایران صورت می‌گیرد.

## مسئولیت‌ها

### رئیس شورای امنیت کشور
بر اساس اصل ۱۷۶ قانون اساسی، شورای امنیت کشور به عنوان شورای فرعی و زیرمجموعه شورای عالی امنیت ملی است، که در حدود قوانین و در چارچوب مصوبات شورای عالی امنیت ملی، وظایفی همچون تأمین امنیت داخلی کشور، هماهنگی بین شورای تأمین استان‌ها، هماهنگی بین نیروهای انتظامی و امنیتی در تأمین امنیت داخلی کشور و استان‌ها، تعیین چارچوب حفاظت از شخصیت‌ها (به غیر از حفاظت مربوط به شخصیت‌های عالی‌رتبه و طراز اول کشور که به عهده شورای عالی امنیت ملی است)، تعیین چارچوب صدور مجوز حمل و نگهداری سلاح و مهمات و مواد ناریه مجاز و جمع‌آوری سلاح و مهمات و تجهیزات غیرمجاز و سایر موارد مذکور در قانون یا مواردی که از سوی شورای عالی امنیت ملی بر عهده این شورا گذاشته می‌شود را بر عهده دارد. ریاست شورای امنیت کشور به عنوان یکی از شوراهای فرعی و زیر مجموعه شورای عالی امنیت ملی با رئیس‌جمهور یا فردی است که توسط رئیس‌جمهور انتخاب می‌شود. با توجه به همگرایی و تناسب اختیارات وزارت کشور با شورای امنیت کشور، وزیر کشور طی حکمی از سوی رئیس‌جمهور به ریاست شورای امنیت کشور منصوب می‌شود.

### جانشین فرمانده کل قوا در فراجا
مطابق روال مرسوم در هر دوره پس از انتخاب و استقرار دولت، در اغلب موارد رهبر جمهوری اسلامی ایران طی حکمی وزیر کشور را به جانشینی فرمانده کل قوا در فرماندهی انتظامی منصوب می‌کند و اختیاراتش در امور فرماندهی انتظامی به وزیر کشور تفویض می‌شود. گرچه در دولت سید محمد خاتمی، رهبر جمهوری اسلامی از تفویض جانشینی خود در فرماندهی انتظامی به عبدالله نوری خودداری کرد، ولی این جانشینی به سید عبدالواحد موسوی لاری (دومین وزیر کشور دولت خاتمی) تفویض گردید. همچنین پس از دوره وزارت مصطفی پورمحمدی این جانشینی به سیدمهدی هاشمی، سرپرست وقت وزارت کشور تفویض نشد و علی کردان در چند ماهی که وزارت کشور را در دولت نهم بر عهده داشت نیز این حکم را دریافت نکرد.

## معاونان
| جایگاه                                     | نام | نام                 | تاریخ انتصاب   | م.     |
| ------------------------------------------ | --- | ------------------- | -------------- | ------ |
| معاون امنیتی و انتظامی                     |     | علی‌اکبر پورجمشیدیان | ۹ مهر ۱۴۰۳     | [ ۶ ]  |
| معاون توسعه مدیریت و منابع                 |     | احمدعلی موهبتی      | ۷ شهریور ۱۴۰۳  | [ ۷ ]  |
| معاون سیاسی                                |     | علی زینی‌وند         | ۱۹ شهریور ۱۴۰۳ | [ ۸ ]  |
| معاون عمران و توسعه امور شهری و روستایی    |     | مسعود نصرتی         | ۲۸ مهر ۱۴۰۳    | [ ۹ ]  |
| معاون هماهنگی استان‌ها                      |     | ابوطالب شفقت        | ۱۱ آبان ۱۴۰۱   | [ ۱۰ ] |
| معاون هماهنگی امور اقتصادی و توسعه منطقه‌ای |     | مهدی دوستی          | ۱۸ آذر ۱۴۰۳    | [ ۱۱ ] |
| رئیس سازمان امور اجتماعی کشور              |     | سید محمد بطحایی     | ۲۳ آبان ۱۴۰۳   | [ ۱۲ ] |
| رئیس سازمان مدیریت بحران کشور              |     | حسین ساجدی‌نیا       | ۲۴ مهر ۱۴۰۳    | [ ۱۳ ] |
| رئیس سازمان ثبت احوال کشور                 |     | هاشم کارگر          | ۲۸ آذر ۱۴۰۰    | [ ۱۴ ] |
| قائم‌مقام وزیر در امور حقوقی و مجلس         |     | علیرضا احمدی        | ۱۰ خرداد ۱۴۰۱  | [ ۱۵ ] |

## فهرست
| ر.      | نام            | نام                                    | نگاره                             | آغاز تصدی                     | پایان تصدی       | دولت              | رئیس دولت   | م.     |
| ------- | -------------- | -------------------------------------- | --------------------------------- | ----------------------------- | ---------------- | ----------------- | ----------- | ------ |
|         |                | احمد صدر حاج‌سیدجوادی (۱۳۹۲–۱۲۹۶)       |                                   | ۲۴ بهمن ۱۳۵۷                  | ۱۳۵۸             | موقت              | بازرگان     | [ ۱۶ ] |
|         |                | هاشم صباغیان (زادهٔ ۱۳۱۶)               |                                   | ۱۳۵۸                          | ۱۵ آبان ۱۳۵۸     | موقت              | بازرگان     | [ ۱۷ ] |
| –       |                | اکبر هاشمی رفسنجانی (۱۳۹۵–۱۳۱۳) سرپرست |                                   | ۲۱ آبان ۱۳۵۸                  | ۷ اسفند ۱۳۵۸     | موقت شورای انقلاب | بهشتی       | [ ۱۸ ] |
| –       |                | محمدرضا مهدوی کنی (۱۳۹۳–۱۳۱۰)          |                                   | ۷ اسفند ۱۳۵۸                  | ۱۹ شهریور ۱۳۵۹   | موقت شورای انقلاب | بنی‌صدر      | [ ۱۹ ] |
|         | ۱۹ شهریور ۱۳۵۹ | محمدرضا مهدوی کنی (۱۳۹۳–۱۳۱۰)          | ۱۲ شهریور ۱۳۶۰                    | نخست                          | رجایی            | [ ۲۰ ]            |             |        |
| دوم     | ۱۹ شهریور ۱۳۵۹ | محمدرضا مهدوی کنی (۱۳۹۳–۱۳۱۰)          | ۱۲ شهریور ۱۳۶۰                    | باهنر                         | [ ۲۱ ]           |                   |             |        |
|         |                | سید کمال‌الدین نیک‌روش (زادهٔ ۱۳۲۳)       |                                   | ۱۲ شهریور ۱۳۶۰                | ۲۴ آذر ۱۳۶۰      | موقت              | مهدوی کنی   | [ ۲۲ ] |
| سوم     | موسوی          | سید کمال‌الدین نیک‌روش (زادهٔ ۱۳۲۳)       |                                   | ۱۲ شهریور ۱۳۶۰                | ۲۴ آذر ۱۳۶۰      |                   |             |        |
| سوم     | موسوی          |                                        |                                   | علی‌اکبر ناطق نوری (زادهٔ ۱۳۲۳) |                  | ۲۴ آذر ۱۳۶۰       | ۶ آبان ۱۳۶۴ | [ ۲۳ ] |
|         | موسوی          |                                        | سید علی‌اکبر محتشمی‌پور (۱۴۰۰–۱۳۲۶) |                               | ۶ آبان ۱۳۶۴      | ۷ شهریور ۱۳۶۸     | چهارم       |        |
|         | موسوی          |                                        | سید علی‌اکبر محتشمی‌پور (۱۴۰۰–۱۳۲۶) |                               | ۶ آبان ۱۳۶۴      | ۷ شهریور ۱۳۶۸     | چهارم       |        |
|         |                | عبدالله نوری (زادهٔ ۱۳۲۸)               |                                   | ۷ شهریور ۱۳۶۸                 | ۲۵ مرداد ۱۳۷۲    | پنجم              | هاشمی       |        |
|         |                | علی‌محمد بشارتی (زادهٔ ۱۳۲۳)             |                                   | ۲۵ مرداد ۱۳۷۲                 | ۲۹ مرداد ۱۳۷۶    | ششم               | هاشمی       | [ ۲۴ ] |
|         |                | عبدالله نوری (زادهٔ ۱۳۲۸)               |                                   | ۲۹ مرداد ۱۳۷۶                 | ۱۳۷۷             | هفتم              | خاتمی       | [ ۲۵ ] |
| –       |                | سید مصطفی تاج‌زاده (زادهٔ ۱۳۳۵) سرپرست   |                                   | ۱۳۷۷                          | ۳۱ تیر ۱۳۷۷      | هفتم              | خاتمی       | [ ۲۶ ] |
|         |                | سید عبدالواحد موسوی لاری (زادهٔ ۱۳۳۳)   |                                   | ۳۱ تیر ۱۳۷۷                   | ۲ شهریور ۱۳۸۴    | هفتم              | خاتمی       | [ ۲۷ ] |
| هشتم    | [ ۲۸ ]         | سید عبدالواحد موسوی لاری (زادهٔ ۱۳۳۳)   |                                   | ۳۱ تیر ۱۳۷۷                   | ۲ شهریور ۱۳۸۴    |                   | خاتمی       |        |
|         |                | مصطفی پورمحمدی (زادهٔ ۱۳۳۸)             |                                   | ۲ شهریور ۱۳۸۴                 | ۲۸ اردیبهشت ۱۳۸۷ | نهم               | احمدی‌نژاد   | [ ۲۹ ] |
| –       |                | سید مهدی هاشمی (زادهٔ ۱۳۴۲) سرپرست      |                                   | ۲۸ اردیبهشت ۱۳۸۷              | ۱۵ مرداد ۱۳۸۷    | نهم               | احمدی‌نژاد   | [ ۳۰ ] |
|         |                | علی کردان (۱۳۸۸–۱۳۳۷)                  |                                   | ۱۵ مرداد ۱۳۸۷                 | ۱۴ آبان ۱۳۸۷     | نهم               | احمدی‌نژاد   |        |
| –       |                | کامران دانشجو (زادهٔ ۱۳۳۶) سرپرست       |                                   | ۱۶ آبان ۱۳۸۷                  | ۴ دی ۱۳۸۷        | نهم               | احمدی‌نژاد   |        |
|         |                | صادق محصولی (زادهٔ ۱۳۳۸)                |                                   | ۴ دی ۱۳۸۷                     | ۱۲ شهریور ۱۳۸۸   | نهم               | احمدی‌نژاد   |        |
|         |                | مصطفی محمدنجار (زادهٔ ۱۳۳۵)             |                                   | ۱۲ شهریور ۱۳۸۸                | ۲۴ مرداد ۱۳۹۲    | دهم               | احمدی‌نژاد   | [ ۳۱ ] |
|         |                | عبدالرضا رحمانی فضلی (زادهٔ ۱۳۳۸)       |                                   | ۲۴ مرداد ۱۳۹۲                 | ۳ شهریور ۱۴۰۰    | یازدهم            | روحانی      | [ ۳۲ ] |
| دوازدهم | [ ۳۳ ]         | عبدالرضا رحمانی فضلی (زادهٔ ۱۳۳۸)       |                                   | ۲۴ مرداد ۱۳۹۲                 | ۳ شهریور ۱۴۰۰    |                   | روحانی      |        |
|         |                | احمد وحیدی (زادهٔ ۱۳۳۷)                 |                                   | ۳ شهریور ۱۴۰۰                 | ۳۱ مرداد ۱۴۰۳    | سیزدهم            | رئیسی       | [ ۳۴ ] |
|         |                | اسکندر مؤمنی (زادهٔ ۱۳۴۱)               |                                   | ۳۱ مرداد ۱۴۰۳                 | متصدی            | چهاردهم           | پزشکیان     | [ ۳۵ ] |